# Jamie-Lee Kriewitz
Jamie-Lee Kriewitz (Springe, Alemania, 18 de marzo de 1998) es una persona dedicada a la canción y al activismo de Alemania del género electro balada. Saltó a la fama en 2015, tras ganar en el concurso televisivo La Voz de Alemania. Representó a Alemania en el Festival de la Canción de Eurovisión 2016, quedando en último lugar, tras recibir 11 puntos.

## Biografía
Nació en la ciudad alemana de Springe, en el año 1998. Desde niña siempre ha tenido una gran pasión por el mundo de la música y su padre toca la batería. A sus doce años de edad, comenzó a cantar en el coro de góspel «Joyful Noise».
Años más tarde, en 2015, pasó a ser concursante del programa «La Voz de Alemania», donde tras cantar en la audición la canción «The Hanging Tree» logró convencer a los cuatro jurados, pero finalmente decidió entrar en el equipo de los artistas Smudo y Michael "Michi" Beck.

## Discografía

### Solitario
| Título  | Año  | Posiciones | Posiciones | Posiciones |
| Título  | Año  | GER        | AUT        | SWI        |
| ------- | ---- | ---------- | ---------- | ---------- |
| "Ghost" | 2015 | 11         | 65         | 26         |